# Facultad de Informática de Barcelona

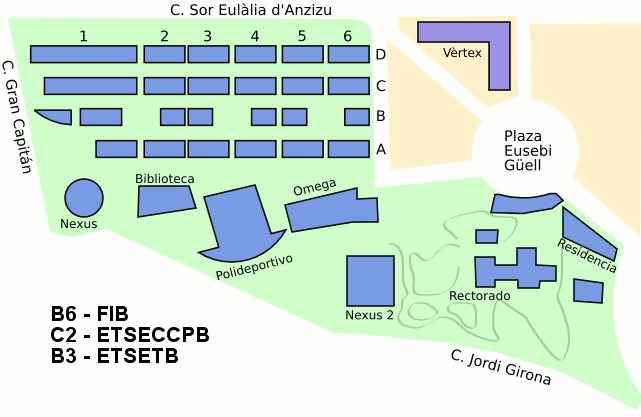
Ubicación de la FIB dentro del Campus Nord.

La Facultad de Informática de Barcelona (FIB) es una facultad de l'Universidad Politécnica de Cataluña, situada en Barcelona, España. Se creó en 1976, cuatro años más tarde de la formación de la Universidad Politécnica de Cataluña, con el objetivo de impartir la licenciatura de informática.
Empezó en 1977-1978 realizando asignaturas de segundo y tercer ciclo.
En el curso 1979-1980 empezó a admitir estudiantes de primer ciclo.
En 1988-1989 se creó la diplomatura.
Actualmente la FIB está situada en el Campus Nord que comparte con la Escuela Técnica Superior de Ingeniería de Telecomunicación de Barcelona (ETSETB) y la Escuela Técnica Superior de Ingeniería de Caminos, Canales y Puertos de Barcelona (ETSECCPB).

## Estudios
En la Facultad de Informática se pueden cursar las siguientes titulaciones :
Estudios de grado
- Grado en Ciencia e Ingeniería de Datos
- Grado en Ingeniería Informática
- Grado en Inteligencia Artificial
- Grado en Bioinformática

Másteres
- Erasmus Mundus Master in Big Data Management and Analytics
- Máster en Ciberseguridad
- Máster en Ciencia de Datos
- Máster en Formación del Profesorado de Educación Secundaria Obligatoria y Bachillerato, Formación Profesional y Enseñanza de Idiomas
- Máster en Ingeniería Informática
- Máster en Ingeniería Informática, modalidad Empresa
- Máster en Innovación e Investigación en Informática
- Máster en Inteligencia Artificial

Participación en otros Másteres
- Máster en Lógica Pura y Aplicada
- Máster en Modelización Computacional Atomística y Multiescala en Física, Química y Bioquímica
- Máster en Movilidad Urbana

Doctorados
- Doctorado en Arquitectura de Computadores
- Doctorado en Computación
- Doctorado en Inteligencia Artificial
- Erasmus Mundus Joint Doctorate in Distributed Computing
- Erasmus Mundus Joint Doctorate in Information Technologies for Business Intelligence

## Asociaciones estudiantiles
La Facultad dispone de una revista publicada por estudiantes, l'Oasi.
Una asociación que en los últimos años ha tenido un notable crecimiento, es la asociación FòrumFIB. Dicha asociación se encarga de organizar un foro de empresas llamado Fòrum de les Tecnologies de la informació, cuyo objetivo es propiciar un acercamiento entre las empresas más importantes del sector y los futuros ingenieros. Para eso se basa en 4 actividades: Workshops, Cafés Coloquio, Publicación de una Revista y el día central, el día de los Stands, donde las empresas recogen los CV de los alumnos en el propio campus.
En 2006 el FòrumTI, se convirtió en el foro universitario de las TI más grande de España y en la presente edición, la del 2007, ya se han rebasado los niveles de participación de la edición anterior.
Otra asociación que ha tomado mucha fuerza desde 2006 dentro de la facultad es Fiberparty. Desde su refundación en dicho año, se puso como objetivo volver a celebrar la LAN Party más grande de Barcelona. Sus esfuerzos dieron sus frutos en la edición de 2007 y, sobre todo, en la de 2008, donde se consolidaron como la LAN Party de referencia en la ciudad.
El programa Reutiliza es una iniciativa gestionada por el Centro de Cooperación para el Desarrollo (CCD) de la UPC y por la asociación de alumnos «Tecnología per a Tothom» (TxT) para incidir en la sensibilización social y ambiental. La iniciativa se basa en la reutilización de equipos informáticos procedentes de renovaciones en la UPC y otras entidades para dar apoyo a iniciativas solidarias. En las "Jornadas Reutiliza" que se realizan cada cuatrimestre en la facultad tienen lugar exposiciones y actividades enmarcadas dentro de esos principios.

## Departamentos

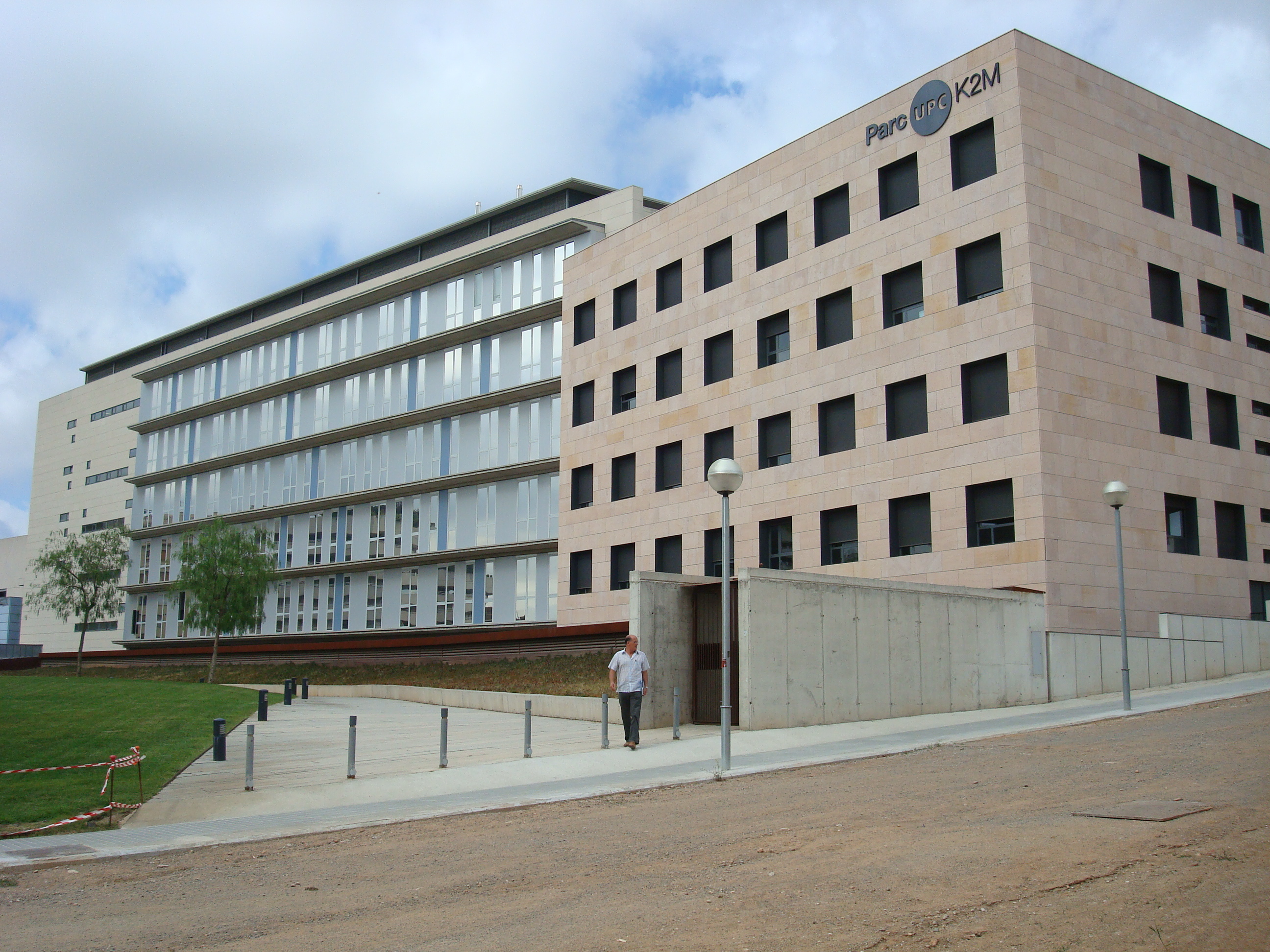
Edificio Omega, perteneciente a la FIB.

La FIB encarga la docencia de sus asignaturas a los siguientes departamentos, encargados a su vez de llevar la producción científica y los programas de doctorado.
- Arquitectura de Computadores (AC)
- Ciencias de la Computación (CS) (antes Lenguajes y Sistemas Informáticos, LSI)
- Estadística e Investigación Operativa (EIO)
- Ingeniería de Sistemas, Automática e Informática Industrial (ESAII)
- Física (DFIS) (antes Física e Ingeniería Nuclear, FEN)
- Matemáticas
- Organización de Empresas (OE)
- Ingeniería de Servicios y Sistemas de Información (ESSI)

## Centros de investigación
Los centros de investigación —entidades con personalidad jurídica propia creadas junto con otras instituciones públicas y privadas— en que colaboran docentes que dictan clases en la FIB son los siguientes:
- Barcelona Supercomputing Center (BSC-CNS)
- Centro de Comunicaciones Avanzadas de Banda Ancha (CCABA)
- Centro de Biotecnología Molecular (CEBIM)
- Centro de Investigación en Ingeniería Biomédica (CREB)
- Centro de Investigación en Nanoingeniería (CRnE)
- Intelligent Data Science and Artificial Intelligence Research Center (IDEAI)
- Centro de Tecnologías y Aplicaciones del Lenguaje y el Habla (TALP)

## Grupos de investigación
Los grupos de investigación —equipos de investigación conformados por docentes e investigadores de diversos departamentos de la FIB— son los siguientes:
- Algoritmia, Bioinformática, Complejidad y Métodos Formales (ALBCOM)
- Microarquitectura y Compiladores (ARCO)
- Grupo de Computación de Altas Prestaciones (CAP)
- Sistemas de Comunicaciones de Banda Ancha (CBA)
- Redes de Computadores y Sistemas Distribuidos (CNDS)
- Data Management Group (DAMA-UPC)
- Grupo de investigación en geometría computacional, combinatoria y discreta (DCCG)
- Grupo de Aplicaciones Multimedia Distribuidas (DMAG)
- Grupo de Ingeniería del Software y de los Servicios (GESSI)
- Grupo de Informática en la Ingeniería (GIE)
- Grupo de Optimización Numérica y Modelización (GNOM)
- Grupo de Procesamiento del Lenguaje Natural (GPLN)
- Grupo de Investigación en Bioestadística y Bioinformática (GRBIO)
- Grupo de Investigación en Ingeniería del Conocimiento (GREC)
- Robótica Inteligente y Sistemas (GRINS)
- Grupo de Ingeniería del Conocimiento y Aprendizaje Automático (KEMLG)
- Laboratorio Algoritmica Relacional, Complejidad y Aprendizaje (LARCA)
- Lógica y Programación (LOGPROG)
- Matemática Discreta (MD)
- Modelización y Procesamiento de la Información (MPI)
- Grupo de Investigación de Simulación por Ordenador en Materia Condensada (SIMCON)
- Soft Computing (SOCO)
- Servicios para tecnologías de información sociales, ubicuas y humanísticas, y para el software libre (SUSHITOS)
- Visualización, Realidad Virtual e Interacción Gráfica (ViRVIG)
- Visión Artificial y Sistemas Inteligentes (VIS)